# Hemigaster bakeri
Hemigaster bakeri är en stekelart som beskrevs av Joseph Augustine Cushman 1922. Hemigaster bakeri ingår i släktet Hemigaster och familjen brokparasitsteklar. Inga underarter finns listade i Catalogue of Life.